# Alex J. Kay
Alex J. Kay (Kingston upon Hull, 8 mars 1979) est un historien britannique spécialiste de l'Allemagne nazie, surtout réputé pour ses publications sur le « plan de la faim ».

## Carrière universitaire et activités scientifiques
Kay obtient son doctorat en philosophie - histoire moderne et contemporaine- de l'université Humboldt de Berlin en 2005, avec une thèse sur l'« ordre nouveau et la politique de la faim : développement et compatibilité de la planification politique et économique au sein de la hiérarchie nazie pour l'occupation de l'Union soviétique, juillet 1940-juillet 1941 » (Neuordnung and Hungerpolitik: The Development and Compatibility of Political and Economic Planning within the Nazi Hierarchy for the Occupation of the Soviet Union, July 1940 – July 1941). En 2006 Kay reçoit le prix George L. Mosse du prestigieux périodique universitaire Journal of Contemporary History (en), pour son article Germany’s Staatssekretäre, Mass Starvation and the Meeting of 2 May 1941 (Les secrétaires d'état d'Allemagne : famine de masse et réunion du 2 mai 1941), article tiré d'un des éléments de sa thèse de doctorat. Il a contribué comme coéditeur à la collection d'essais Nazi Policy on the Eastern Front, 1941: Total War, Genocide, and Radicalization (La politique nazie sur le front de l'Est : guerre totale, génocide et radicalisation), collection décrite par la English Historical Review, comme un travail universitaire majeur.
Kay poursuit des recherches universitaires et a rédigé les textes de l'exposition itinérante de la fondation Memorial to the Murdered Jews of Europe, "Was damals Recht war..." – Soldaten und Zivilisten vor Gerichten der Wehrmacht (Ce qu'était la loi à l'époque... Soldats et civils devant les tribunaux de la Wehrmacht), ouverte à Berlin en juin 2007. Il a planifié et organisé l'exposition itinérante des archives du land de Hesse Bestandserhaltung – Schutz des Kulturgutes in den hessischen Kommunalarchiven, qui a été montrée à la maison de l'histoire de Darmstadt du 15 février au 29 mars 2011. De 2006 à 2014, il a également travaillé comme collaborateur indépendant pour l'institut Ludwig Boltzmann pour la recherche sur les conséquences de la guerre. Kay a publié des articles dans de nombreux périodiques allemands, comme les quotidiens nationaux Frankfurter Allgemeine Zeitung et Süddeutsche Zeitung, le quotidien berlinois Der Tagesspiegel et l'hebdomadaire der Freitag.

## Publications

### Livres
- Exploitation, Resettlement, Mass Murder: Political and Economic Planning for German Occupation Policy in the Soviet Union, 1940–1941. Series: Studies on War and Genocide, Vol. 10, Berghahn Books, New York/Oxford 2006 [= Berlin, Humboldt Uni., PhD thesis, 2005 under the title Neuordnung and Hungerpolitik] (paperback edition 2011).  (ISBN 1-84545-186-4).
- (Co-editor with Jeff Rutherford and David Stahel, Nazi Policy on the Eastern Front, 1941: Total War, Genocide, and Radicalization. With a Foreword by Christian Streit. Series: Rochester Studies in East and Central Europe, Vol. 9, University of Rochester Press, Rochester, NY 2012 (paperback edition 2014).  (ISBN 978-1-58046-407-9).
- (en) Alex J. Kay, The making of an SS killer : the life of Colonel Alfred Filbert, 1905-1990 (Biographie), Cambridge, United Kingdom, Cambridge University Press, 2016, 241 p. (ISBN 978-1-107-14634-1, lire en ligne).

### Articles (Sélection)
- Germany’s Staatssekretäre, Mass Starvation and the Meeting of 2 May 1941. In: Journal of Contemporary History. Vol. 41, 2006, No. 4, p. 685–700 (awarded the George L. Mosse Prize 2006).
- Revisiting the Meeting of the Staatssekretäre on 2 May 1941: A Response to Klaus Jochen Arnold and Gert C. Lübbers. In: Journal of Contemporary History. Vol. 43, 2008, No. 1, p. 93–104.
- "Hierbei werden zweifellos zig Millionen Menschen verhungern." Die deutsche Wirtschaftsplanung für die besetzte Sowjetunion und ihre Umsetzung 1941–1944. In: Transit: Europäische Revue. No. 38, 2009, p. 57–77.
- Verhungernlassen als Massenmordstrategie. Das Treffen der deutschen Staatssekretäre am 2. Mai 1941. In: Zeitschrift für Weltgeschichte. Vol. 11, 2010, No. 1, p. 81–105.
- A "War in a Region beyond State Control"? The German-Soviet War, 1941–1944. In: War in History. Vol. 18, 2011, No. 1, p. 109–122.
- "The Purpose of the Russian Campaign Is the Decimation of the Slavic Population by Thirty Million": The Radicalization of German Food Policy in Early 1941. In: Alex J. Kay et al. (eds.), Nazi Policy on the Eastern Front, 1941: Total War, Genocide, and Radicalization. University of Rochester Press, Rochester, NY 2012, p. 101–129.
- Death Threat in the Reichstag, June 13, 1929: Nazi Parliamentary Practice and the Fate of Ernst Heilmann. In: German Studies Review. Vol. 35, 2012, No. 1, p. 19–32.
- Transition to Genocide, July 1941: Einsatzkommando 9 and the Annihilation of Soviet Jewry. In: Holocaust and Genocide Studies. Vol. 27, 2013, No. 3, p. 411–442.
- German Economic Plans for the Occupied Soviet Union and their Implementation, 1941–1944. In: Timothy Snyder and Ray Brandon (eds.), Stalin and Europe: Imitation and Domination, 1928–1953. Oxford University Press, New York 2014, p. 163–189.